# Adriaan Metius
Adriaan Adriaanszoon, llamado Metius (Alkmaar, 9 de diciembre de 1571-Franeker, 6 de septiembre de 1635) fue un geómetra y astrónomo holandés. El nombre "Metius" proviene de la palabra holandesa meten ("midiendo"), y por tanto significa "el medidor" o "el agrimensor".

## Padre y hermano
Metius nació en Alkmaar, Holanda Septentrional. Su padre, Adriaan Anthonisz, era un matemático, agrimensor, cartógrafo e ingeniero militar, quien desde 1582 sirvió también como burgomastre de Alkmaar.
Su hermano, Jacob Metius, trabajó como fabricante de un instrumentos ópticos y especialista en pulir lentes. También nacido en Alkmaar, Jacob murió entre 1624 y 1631. Poco se sabe de él además del hecho de que, en octubre de 1608, los Estados Generales de los Países Bajos revisaron su solicitud de patente para un telescopio óptico de su propia invención descrita como un dispositivo para "ver cosas muy lejanas como si estuvieran cercanas", constando de una lente convexa y otra cóncava en un tubo, cuya combinación proporcionaba tres o cuatro aumentos.

## Educación
Adriaan Metius asistió a una escuela de latín en Alkmaar, y estudió filosofía en 1589 en la Universidad de Franeker recientemente fundada por entonces. Continuó su formación en Leiden a partir de 1594, donde fue alumno de Rudolph Snellius. Trabajó durante un tiempo breve para Tycho Brahe en la isla de Hven, donde Brahe había construido dos observatorios, y posteriormente se trasladó a Rostock y Jena, donde fue lector conferenciante en 1595. Posteriormente regresó a Alkmaar y asistió a su padre durante un tiempo como ingeniero militar inspector de fortificaciones, y también ejerciendo como profesor de matemáticas en Franeker (Frisia), dedicándose especialmente a la formación de agrimensores.
Fue nombrado profesor extraordinario de la Universidad de Franeker en 1598, donde ejerció entre 1600 y 1635 como profesor ordinario de matemáticas, navegación, agrimensura, ingeniería militar, y astronomía. Se le permitió impartir sus clases en su lengua vernácula en vez de en latín, ocupando el cargo de rector de la universidad en 1603 y en 1632.
Con su padre y hermano fundó un taller especializado en la fabricación de instrumentos ópticos, en el que es posible que fueran fabricadas las varas de Jacob de precisión utilizadas por Tycho Brahe para sus avistamientos de estrellas.
Murió en Franeker.

## Principales aportaciones

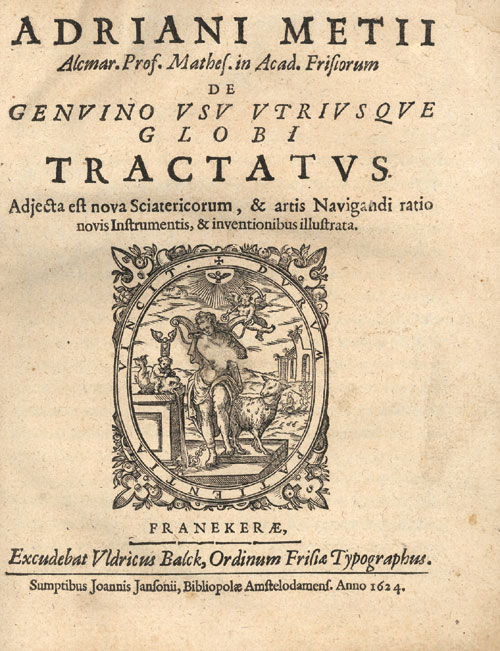
Adriaen Metius: De genuino usu utriusqve globi tractatus. Adjecta est nova Sciatericorum, & artis Navigandi ratio novis Instrumentis, & inventionibus illustrata. Franeker, 1624.

Aunque Metius se mofaba de la astrología, se ha señalado que dedicó mucho tiempo a experimentos alquímicos, especialmente buscando la piedra filosofal.
Publicó tratados sobre el astrolabio y sobre agrimensura. Sus trabajos incluyen Aritméticaæ et geometriæ practica (1611), Institutiones Astronomicae Geographicae, y Aritméticaæ libri duo: et geometriæ libri VI (1640). Metius también fabricó instrumentos astronómicos y desarrolló un tipo especial del aparato de observación denominado vara de Jacob.
En 1585, su padre había estimado la proporción del perímetro de un círculo con respecto a su diámetro (el conocido número pi) en aproximadamente 355/113. Metius publicó posteriormente los resultados de su padre, y el valor 355/113 es tradicionalmente conocido como Número de Metius.

## Referencia pictórica
En el cuadro de Vermeer titulado El astrónomo (1668), el libro que aparece sobre la mesa ha sido identificado como la segunda edición (1621) de Institutiones Astronomicae Geographicae, obra de Metius. Está abierto por el Libro III, donde se recomienda "la inspiración de Dios" para la investigación astronómica, junto con el conocimiento de la geometría y la ayuda de instrumentos mecánicos.

## Eponimia
- El cráter lunar Metius lleva este nombre en su memoria.[4]